# Loét Buruli
Loét Buruli (cũng còn gọi là Loét Bairnsdale, Loét Searls, hay Loét Daintree) là bệnh truyền nhiễm do vi khuẩn Mycobacterium ulcerans gây ra. Biểu hiện đặc trưng ở giai đoạn đầu của bệnh là một u nhỏ hoặc một vùng bị sưng. U nhỏ có thể chuyển thành loét. Loét có thể rộng ở bên trong hơn so với ở bề mặt da, và sưng ở xung quanh. Khi bệnh nặng hơn có thể ảnh hưởng đến xương. Bệnh loét Buruli thường rảy ra nhất ở tay hoặc chân; ít khi có sốt.

## Nguyên nhân
M. ulcerans phóng thích chất độc có tên là mycolactone, làm giảm chức năng hệ miễn dịch và gây nên chết mô. Vi khuẩn cùng họ cũng gây bệnh lao (M. tuberculosis) và bệnh phong (M. leprae). Hiện vẫn chưa rõ bệnh lây lan bằng cách nào. Các nguồn nước có thể gây lan truyền bệnh. Tính đến 2013, vẫn chưa có vắc xin hiệu nghiệm.

## Điều Trị
Nếu bệnh được điều trị sớm, dùng kháng sinh trong tám tuần có hiệu quả trong 80% trường hợp. Thuốc thường dùng để điều trị gồm rifampicin và streptomycin. Đôi khi Clarithromycin hoặc moxifloxacin được dùng thay thế streptomycin. Các phương pháp điều trị khác gồm có cắt bỏ loét. Sau khi lành bệnh, nơi loét thường để lại vết sẹo.

## Dịch Tễ Học
Loét Buruli xảy ra phổ biến nhất ở Châu Phi hạ Sahara thôn dã đặc biệt là Bờ Biển Ngà, nhưng cũng xảy ra ở châu Á, Tây Thái Bình Dương và châu Mỹ. Bệnh đã xảy ra ở hơn 32 nước. Có khoảng năm đến sáu ngàn ca bệnh mỗi năm. Ngoài ở người ra, bệnh cũng xảy ra ở một số động vật. Albert Ruskin Cook là người đầu tiên mô tả bệnh loét Buruli vào năm 1897.